# Wstrząs neurogenny
Wstrząs neurogenny (łac. impetum neurogenic) – wstrząs towarzyszący obrażeniom kręgosłupa w odcinku szyjnym lub wysokim piersiowym. 
W wyniku urazu dochodzi do uszkodzenia zstępujących dróg współczulnych, co powoduje brak wyrzutu amin presyjnych i utratę napięcia naczyń, prowadząc do niskiego ciśnienia tętniczego krwi i bradykardii mimo resuscytacji dużymi objętościami płynów. Jako powikłanie może pojawić się przeciążenie płynami, dlatego też wskazane jest rozsądne użycie leków wazokonstrykcyjnych (np.noradrenalina) w celu zwiększenia napięcia naczyń. Pacjent we wstrząsie neurogennym ma ponadto suchą i ciepłą skórę oraz prawidłowy nawrót włośniczkowy.

## Objawy
- hipotensja
- przerwanie stymulacji z wyższych pięter ośrodkowego układu nerwowego do niższych ośrodków współczulnego układu nerwowego
- względna przewaga układu przywspółczulnego – bradykardia
- rozszerzenie łożyska naczyniowego
- hipotermia

## Leczenie
- monitorowanie i intensywne leczenie (na OIT)
- MAP > 85 mm Hg przez 1 tydzień
- utrzymanie MAP > 85 mm Hg – monitorowanie: kaniula tętnicza, centralny dostęp  dożylny, cewnik Swana-Ganza, płynoterapia w celu wyrównania strat (obrzęk rdzenia, obrzęk płuc) α- i β-agonistów (dopamina)
- bradykardia: atropina, stymulacja zewnętrzna i wewnętrzna)[1]